# Nikolai Triik
Nikolai Voldemar Triik (né le 7 août 1884 à Revel (Empire russe) – mort le 12 août 1940 dans la même ville, devenue Tallinn) est un peintre et graveur estonien.
Il fut très proche des fondateurs de l'école d'art Pallas de Tartu, où il enseigna dans les années 1920.

## Galerie photographique

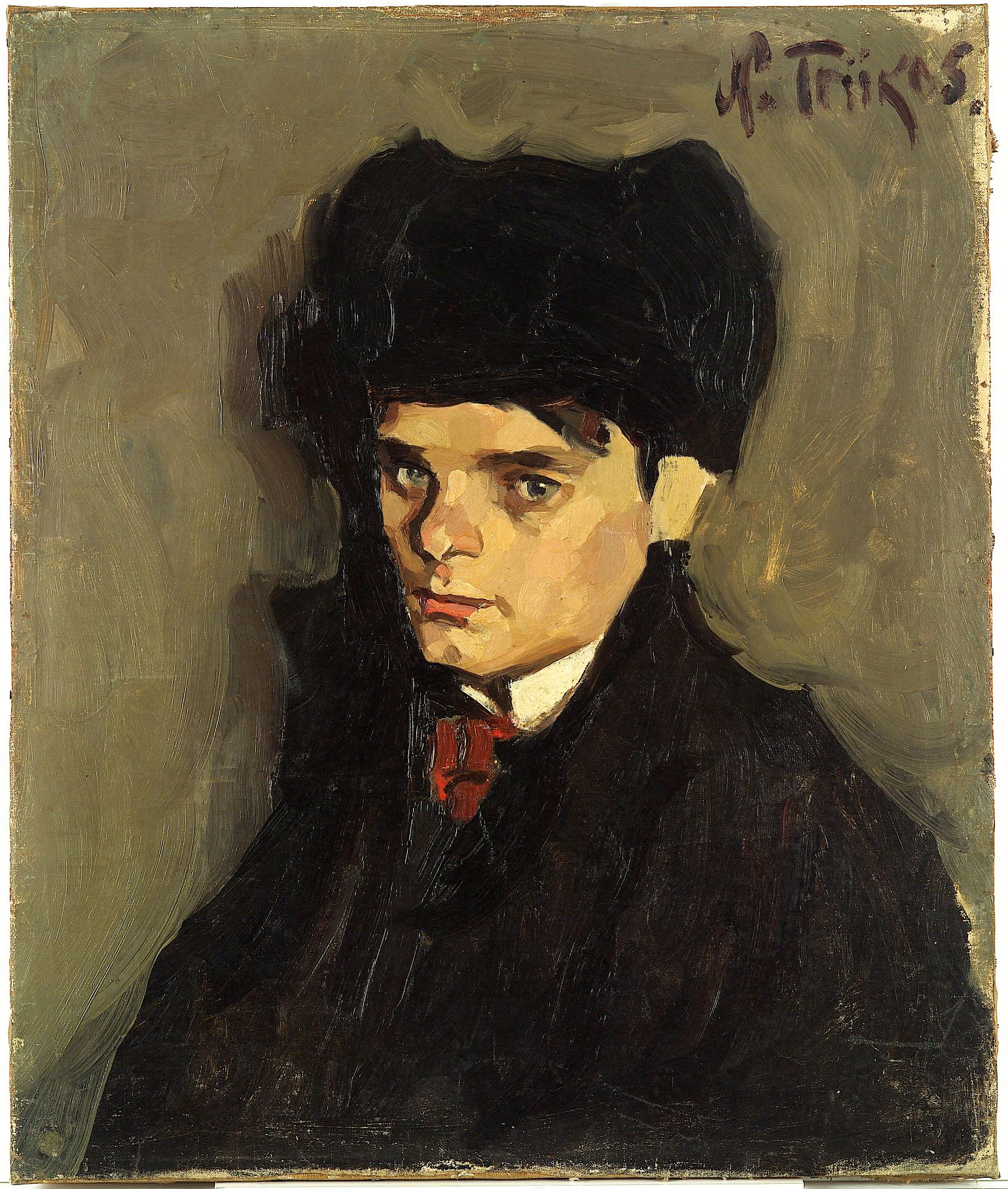
Aleksander Tassa, 1905
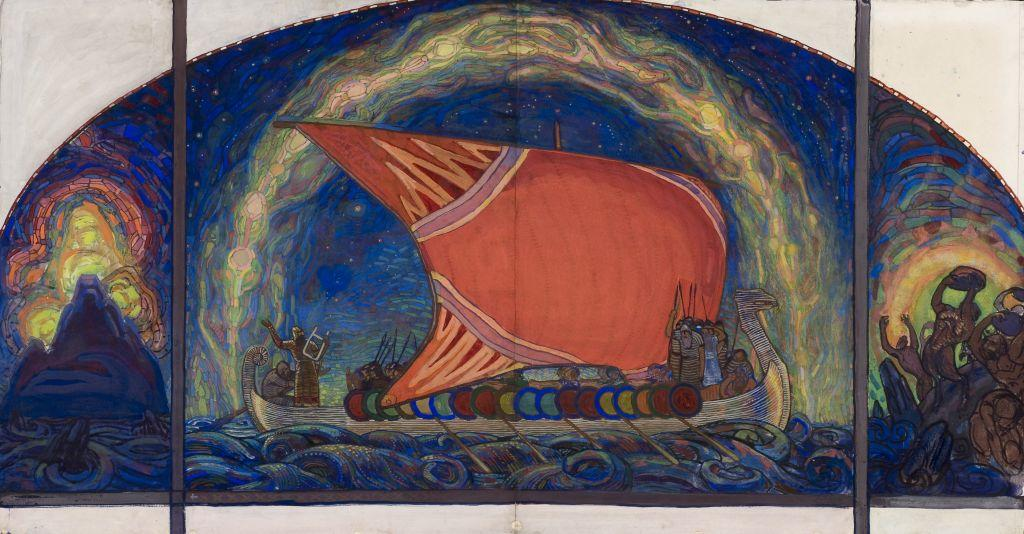
Lennuk, 1910
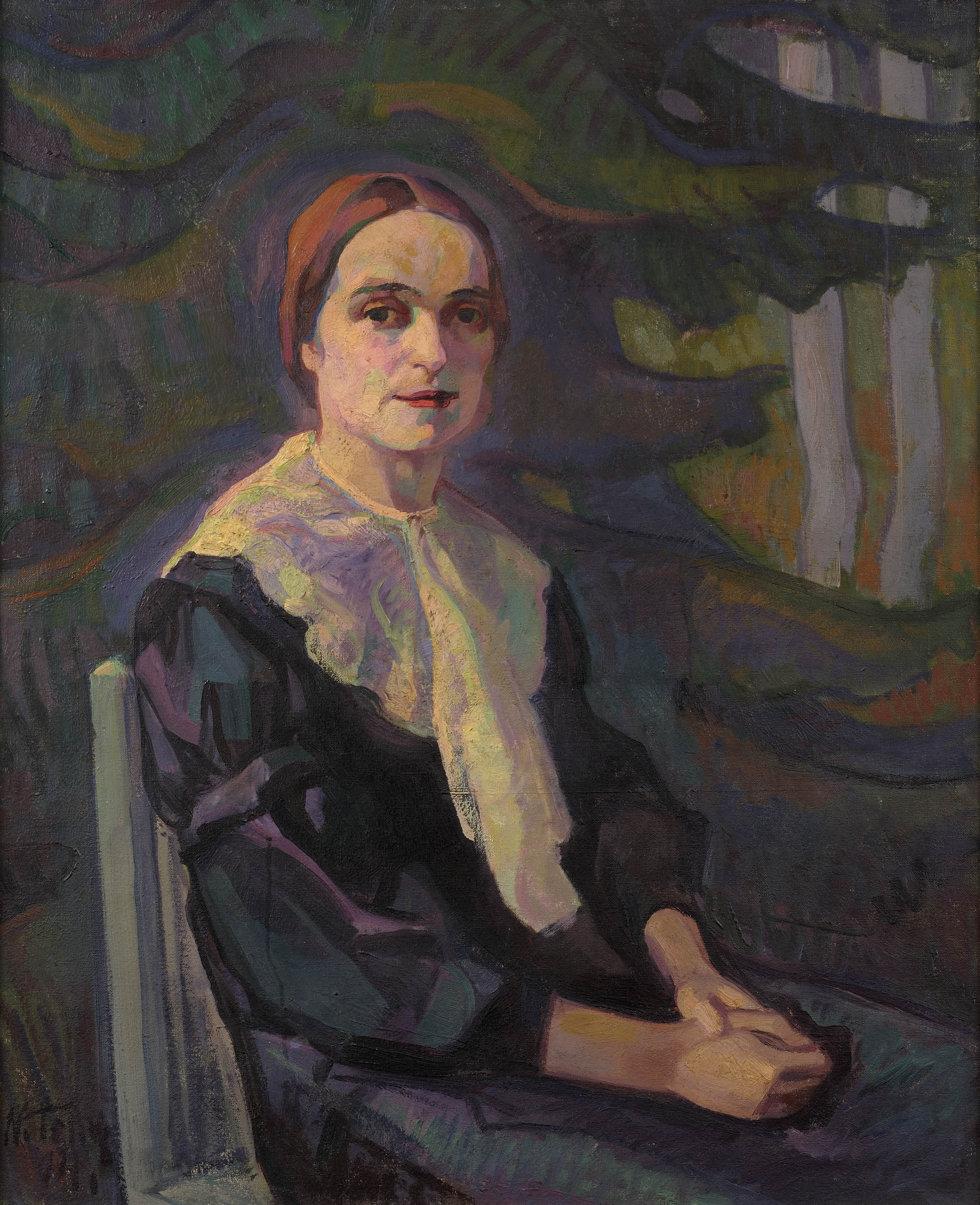
Aino Suits, 1914
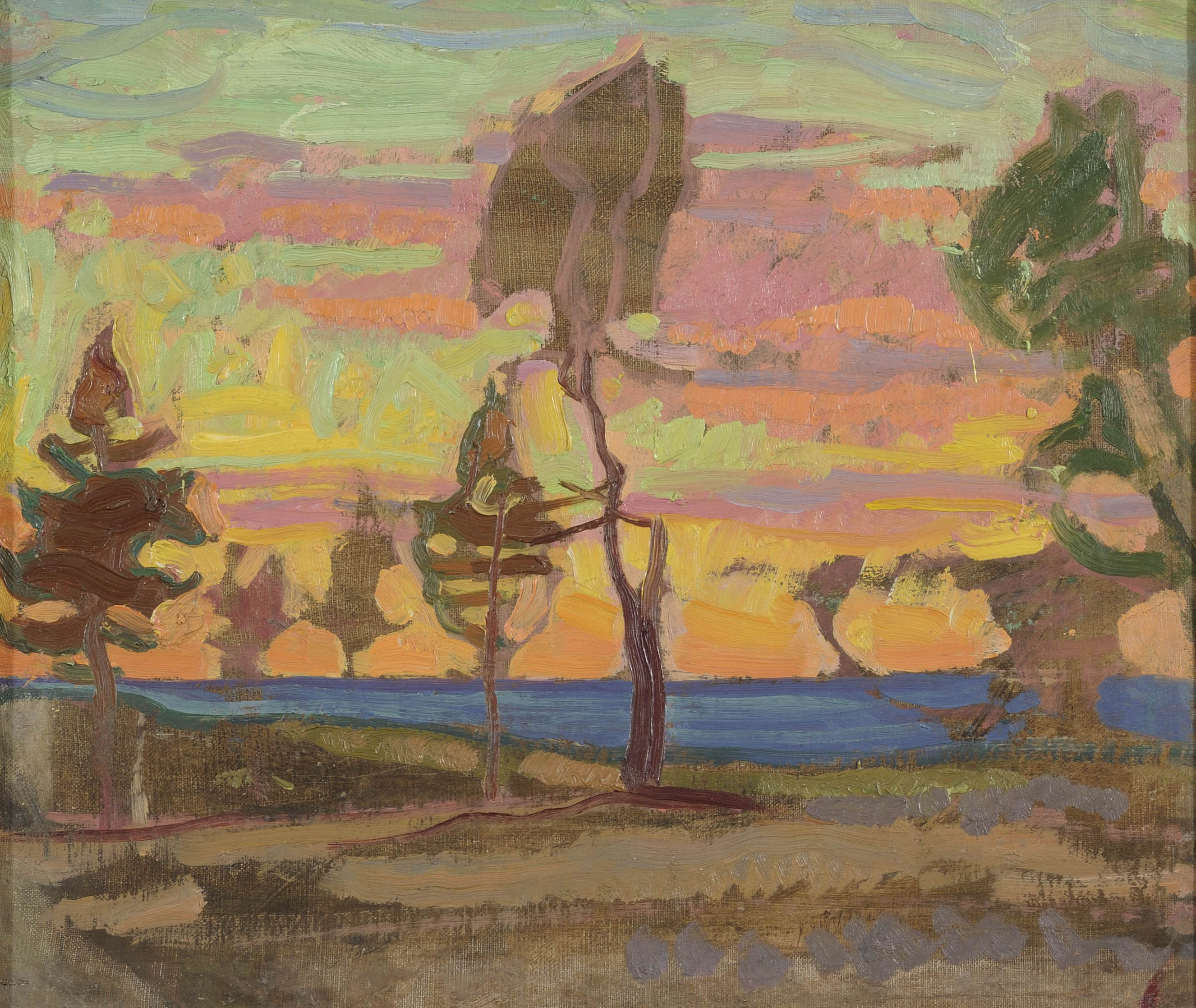
Soome maastik, 1914
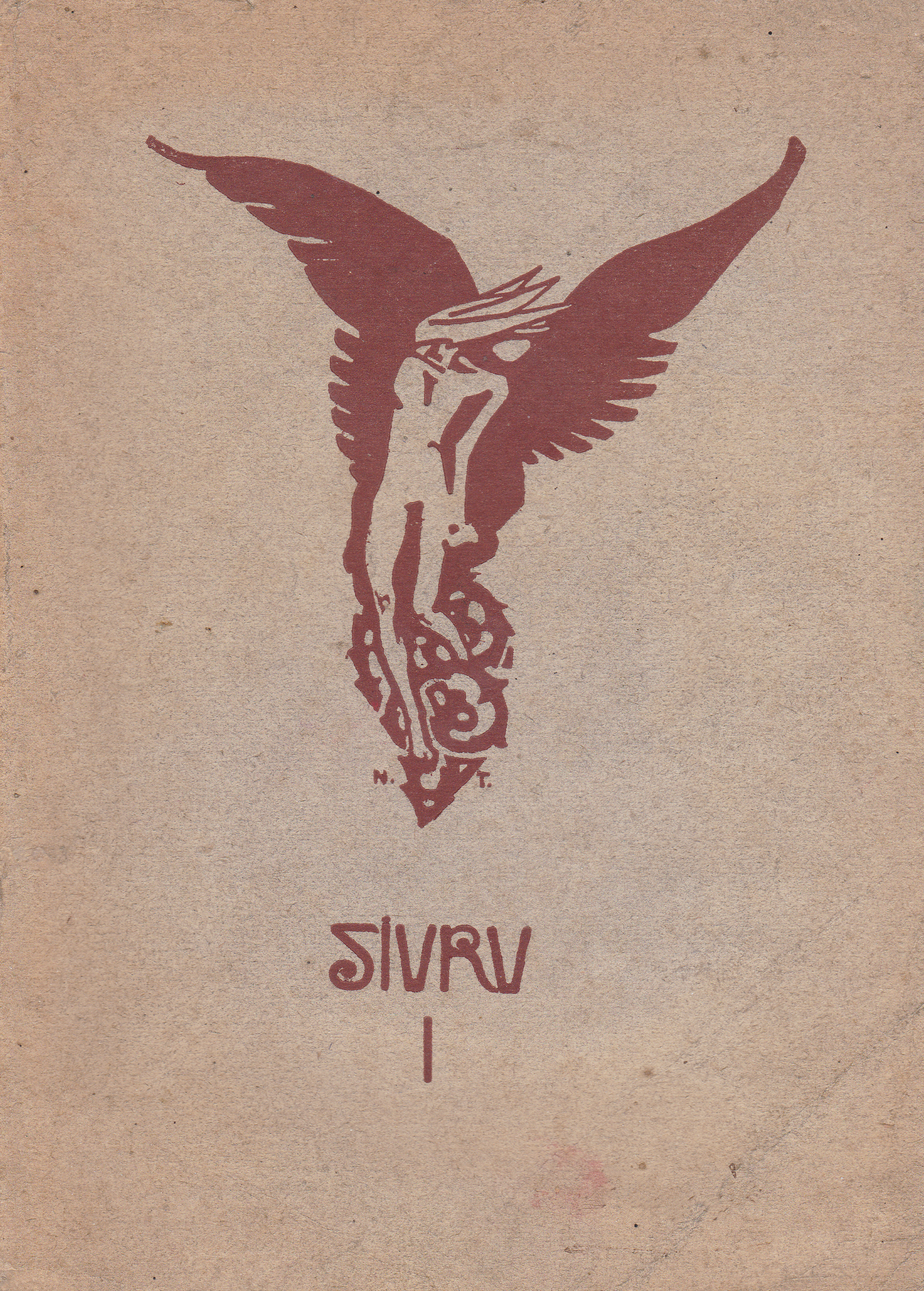
Couverture d'un recueil du mouvement littéraire Siuru, 1917